# IP4
La IP4 (Itinerario Principal 4) es una carretera perteneciente a la Red Principal de Portugal. Esta une Matosinhos con el Puente internacional de Quintanilha, en la frontera con España, y tiene una longitud aproximada de 238 kilómetros. Actualmente se encuentran transformados en autovia los siguientes tramos:
- Matosinhos - enlace con  A3   E-01  en Águas Santas, transformado en la autopista  A4   E-82 .
- Enlace con  A3   E-01  - Padronelo, transformado también en la autopista  A4   E-82 .

Los tramos restantes, o están siendo desdoblados como la A4, o permanecerán como una IP, construidos en un perfil 2×1.
La IP4 comienza en Matosinhos, en la subregión de Grande Porto, y continua a través de la subregión de Támega, enlazando con varios núcleos importantes, hasta llegar a Amarante. A partir de esta localidad, la IP4 se adentra en la Sierra de Marão, un tramo conocido por los numerosos accidentes de tráfico. Por ello, se vienen realizando numerosas mejoras seguridad vial, quedando considerada la IP4 como una carretera más segura.

## Tramos
| Tramo                                      | Estado (diciembre de 2010) | Longitud (km) |
| ------------------------------------------ | --- | ------------- |
| Matosinhos ( A 28 ) – Águas Santas ( A 3 ) | En servicio (diciembre de 2006) Formato de Autoestrada ( A 4 E-82 ) | 9             |
| Águas Santas ( A 3 ) – Campo               | En servicio (1990) Formato de autoestrada ( A 4 E-82 ) | 12            |
| Campo - Penafiel                           | En servicio (1991) Formato de autoestrada ( A 4 E-82 ) | 17            |
| Penafiel - Amarante este                   | En servicio (1995) Formato de autoestrada ( A 4 E-82 ) | 22            |
| Amarante este - Padronelo                  | En servicio (diciembre de 1988) como via rápida ( IP 4 ) En servicio (noviembre de 2010) duplicación en formato de autoestrada ( A 4 E-82 )                                           | 3             |
| Padronelo – Alto de Espinho                | En servicio (diciembre de 1988) Formato de via rápida ( IP 4 ) | 19            |
| Alto de Espinho – Campeã                   | En servicio (noviembre de 1987) Formato de via rápida ( IP 4 ) | 7             |
| Campeã – Vila Real este                    | En servicio (diciembre de 1988) Formato de via rápida ( IP 4 ) | 19            |
| Vila Real este – Mirandela                 | En servicio (mayo de 1995) como via rápida ( IP 4 ) En servicio (agosto de 2011-marzo de 2013) duplicación en formato de autoestrada ( A 4 E-82 ) Concesión: Autoestrada Transmontana | 47            |
| Mirandela – Braganza Oeste                 | En servicio (diciembre de 1995) como via rápida ( IP 4 ) En servicio (2013) ( A 4 E-82 ) Concesión: Autoestrada Transmontana                                                          | 57            |
| Braganza Oeste - Braganza Este             | En servicio (1999) Formato de via rápida ( IP 4 ) | -             |
| Braganza Este – Río Frío                   | En servicio (1999) como via rápida ( IP 4 ) En servicio (diciembre de 2012) duplicación en formato de autoestrada ( A 4 E-82 ) Concesión: Autoestrada Transmontana                    | 24            |
| Río Frío – Quintanilha                     | En servicio (2000) como via rápida ( IP 4 ) En servicio (diciembre de 2012) duplicación en formato de autoestrada ( A 4 E-82 ) Concesión: Autoestrada Transmontana                    | 4             |
| Puente internacional de Quintanilha        | En servicio (julio de 2009) Formato de autoestrada ( A 4 E-82 ) | 1             |

## Salidas
| Número de Salida | Nombre de la Salida                                                                 | Carretera que une     |
| ---------------- | ----------------------------------------------------------------------------------- | --------------------- |
|                  | Oporto                                                                              | A 4 E-82              |
| 18 ( A 4 E-82    | Padronelo Mesão Frio                                                                | N 15 N 101            |
| 19               | Aboadela                                                                            | N 15                  |
| 20               | Ansiães                                                                             | M 575                 |
| 21               | Covelo do Monte - Marão                                                             | N 15                  |
| 22               | Aveçãozinho                                                                         | N 304                 |
| 23               | Gontães                                                                             | N 15                  |
| 24               | São Marta de Penaguião                                                              | N 2                   |
| 25               | Vila Real (centro)                                                                  | N 2                   |
| 26               | Vilarinho de Samarda - Vila Real (norte)                                            | N 2                   |
| 25A              | Vila Pouca de Aguiar - Chaves Vila Real - Viseu - Coímbra                           | A 24 E-801            |
| 28               | Mouços                                                                              | N 15                  |
| 29 ( A 4 E-82 )  | Lamares                                                                             | M 566                 |
| 30 ( A 4 E-82 )  | Justes - Vilar de Maçada - Sabrosa                                                  | N 323                 |
| 31 ( A 4 E-82 )  | Alto do Pópulo Alijó - Miranda do Douro                                             | N 212 IC 5            |
| 32 ( A 4 E-82 )  | Murça                                                                               |                       |
| 33 ( A 4 E-82 )  | Palheiros                                                                           |                       |
| 34 ( A 4 E-82 )  | Franco                                                                              | N 15                  |
| 35 ( A 4 E-82 )  | Lamas de Orelhão                                                                    | N 15                  |
| 36 ( A 4 E-82 )  | Mirandela (oeste) Valpaços                                                          | N 15 N 213            |
| 37 ( A 4 E-82 )  | Mirandela (norte)                                                                   | N 315                 |
| 38 ( A 4 E-82 )  | Romeu                                                                               | N 15                  |
| 39 ( A 4 E-82 )  | Amoreira Macedo de Cavaleiros Guarda                                                | N 15 N 216 IP 2 E-802 |
| 40 ( A 4 E-82 )  | Lamas de Podence Macedo de Cavaleiros                                               | N 15 N 102            |
| 41 ( A 4 E-82 )  | Paisaje Protegido de la Albufera del Azibo                                          | N 15                  |
| 42 ( A 4 E-82 )  | Quintela de Lampaças                                                                | N 15                  |
| 43 ( A 4 E-82 )  | Vale de Nogueira                                                                    | N 15                  |
| 44 ( A 4 E-82 )  | Santa Comba de Rossas                                                               | M 537                 |
| 45               | Braganza (sur)                                                                      | N 15                  |
| 46               | Vinhais Braganza (oeste)                                                            | N 103                 |
| 47               | Braganza (norte) Portelo - Puebla de Sanabria (España) Parque natural de Montesinho | N 103-7               |
| 48               | Braganza (este)                                                                     | N 218                 |
| 49 ( A 4 E-82 )  | Río Frío - Miranda do Douro                                                         | N 218                 |
| 50 ( A 4 E-82 )  | Quintanilha                                                                         | M 523 N 218-1         |
| ( A 4 E-82 )     | Puente internacional de Quintanilha                                                 |                       |
|                  | España                                                                              | N-122 E-82 ( A-11 )   |